# Divya Dutta
Divya Dutta (Ludhiana, 25 settembre 1977) è un'attrice e modella indiana.
Ha recitato nel cinema hindī e punjabi e in film in lingua malayalam e inglese. Ha ricevuto molti premi, tra cui un National Film Award, un Filmfare OTT Award e due IIFA Award.
Dutta ha debuttato nel cinema Hindi nel 1994 col film Ishq Mein Jeena Ishq Mein Marna, seguito nel 1995 da un ruolo da protagonista nel dramma Veergati e una sfilata di ruoli di supporto. Ha poi attirato l'attenzione per il ruolo da protagonista di Zainab, una donna musulmana separata dal suo marito sikh, nel film punjabi Shaheed-e-Mohabbat Boota Singh (1999), ambientato durante la divisione dell'india 1947. Nel 2004, Dutta attirò la critica per il suo ruolo come Shabbo in Veer-Zaara che le procurò svariate nomination come Best Supporting Actress, tra cui una alla Filmfare. Ricevette poi molto riconoscimento per il suo ruolo nella commedia Welcome to Sajjanpur, e percepì un IIFA Award per Best Supporting Actress per la sua rappresentazione di Jalebi nel dramma Delhi-6 (2009).